# Gota Bank
Gota Bank var en svensk bank som bildades 1990 genom en sammanslagning av Gotabanken, Skaraborgsbanken och Wermlandsbanken. Gotabanken ägdes av investmentbolaget Proventus, men efter fusionen blev Trygg-Hansa SPP Holding ägare till den sammanslagna banken. Efter samgåendet återinfördes det tidigare namnet Götabanken på de bankkontor som kom från den del av rörelsen som varit Gotabanken. 

## Finanskrisen
Det sammanslagna Gota Bank var för en kort tid en av de fem största affärsbankerna i Sverige, men nästan omedelbart efter bildandet fick man stora problem i samband med den finanskris som utvecklade sig under början av 1990-talet, och problemen accentuerades efter hand. När Bankstödsnämnden bildades 1993 hade ägarna, försäkringsbolagen Trygg-Hansa och SPP, genom det gemensamma holdingbolaget kommit till vägs ände och kunde inte skjuta till mer kapital utan såg sig tvungna att ansöka om statligt stöd. Man gav då upp ägandet och överlät detta på Bankstödsnämnden, vilket var ett nödvändigt villkor för att få tillgång till stödmedel och den första åtgärden blev att separera tillgångarna i en livskraftig del och en sjuk del med osäkra fordringar. Den livskraftiga delen av Gota Bank slogs samman med Nordbanken, vilken också erhöll statligt bankstöd, medan de osäkra fordringarna placerades i ett separat statligt bolag, Retriva. Tillgångarna och fordringarna i Retriva omstrukturerades för att på sikt kunna säljas av, och för att kunna återvinna en del av de medel som man varit tvungen att sätta in i bolaget. Verksamheten i Retriva fusionerades 1996 in i Securum, vilket var ett bolag som fyllde motsvarande funktion för Nordbankens osäkra fordringar.